# 班婕妤

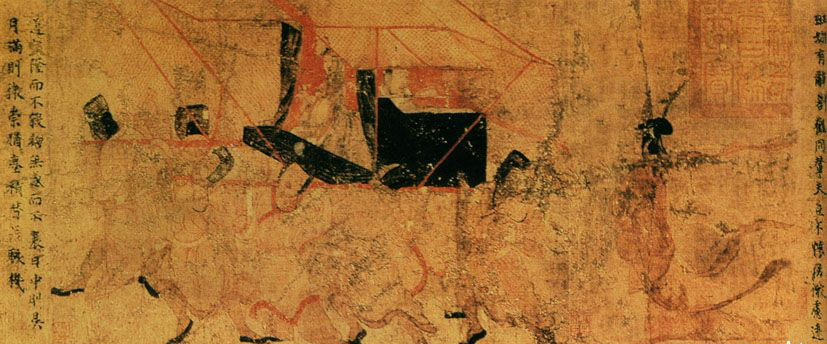
绘有班婕妤典故的《女史箴图》局部

班婕妤（？—？），名不详，楼烦（今屬山西朔城区）人，性別女性，汉成帝嫔妃，西汉知识分子，通曉《詩經》及《周禮》等周朝文献。 她是班况的女兒、班彪的姑母，以及班固、班超、班昭的祖姑。

## 生平概略

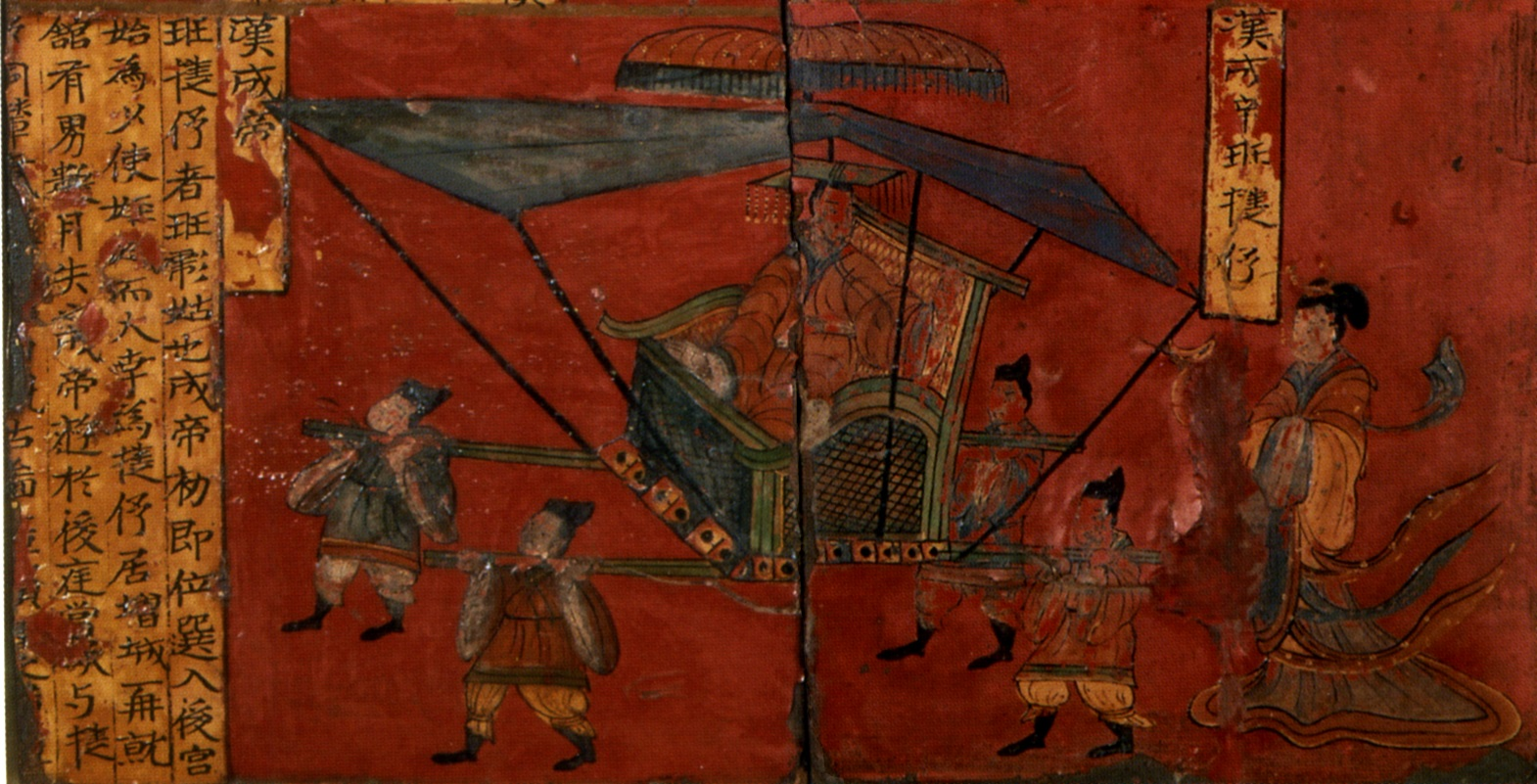
彩绘人物故事漆屏

汉成帝掌政早年，班氏進入後宮；她一開始的位階是少使，後升娙娥，並受成帝宠幸，册封为婕妤。她曾生下一个皇子及一个皇女，但皆在誕生数月后夭折。
她當時被認為是容貌美麗且舉止十分符合道德規範；據傳，某次成帝打算與她同坐一車出遊，但遭她以「賢聖的君主身邊都伴有有名望的大臣，三代末代君主（的身邊）才有出身卑微而受寵愛的女子」為由婉拒，並因此獲得皇太后王政君的認同；後來，以宮廷女性舉止典範為主題的《女史箴圖》描繪了這個故事。
鸿嘉（前20年—前17年）年间，她推荐自己的侍女李平；李平隨後十分受到成帝喜愛，並被封为婕妤。随着赵飞燕、赵昭仪姐妹入宫，班婕妤和许皇后都逐渐被成帝疏遠。鸿嘉三年，赵飞燕诬告许皇后、班婕妤行诅咒术，许皇后因而被废，班婕妤也遭受來自成帝的嚴峻質問。據稱，她為自己辯護：「妾知道人的寿命长短是命中注定，贫富也是上天注定，非人力所能改变。修正尚且未能得福，为邪还有什么希望？若是鬼神有知，岂肯遵从不臣的诉求？万一神明无知，诅咒有何益处？所以我不会这么做。」 成帝隨後认可她的回答，同時心生怜悯，並赐給她黄金百斤。
为了避免与赵氏姐妹争斗，她主动请愿去长信宫服侍太后，並作赋表達自己的悲傷處境。汉成帝過世后，班婕妤为之守陵。她在过世后被葬在成帝的陵墓附近。

## 作品
今仅存作品《自悼赋》、《捣素赋》、《怨歌行》（或称《团扇歌》或《怨诗》）三篇。其中《捣素赋》被认为风格与用语上更接近六朝骈赋，因此有说法认为此篇或系后人伪作。
《隋书・经籍志》著录汉成帝班婕妤集一卷，已佚。

## 图集

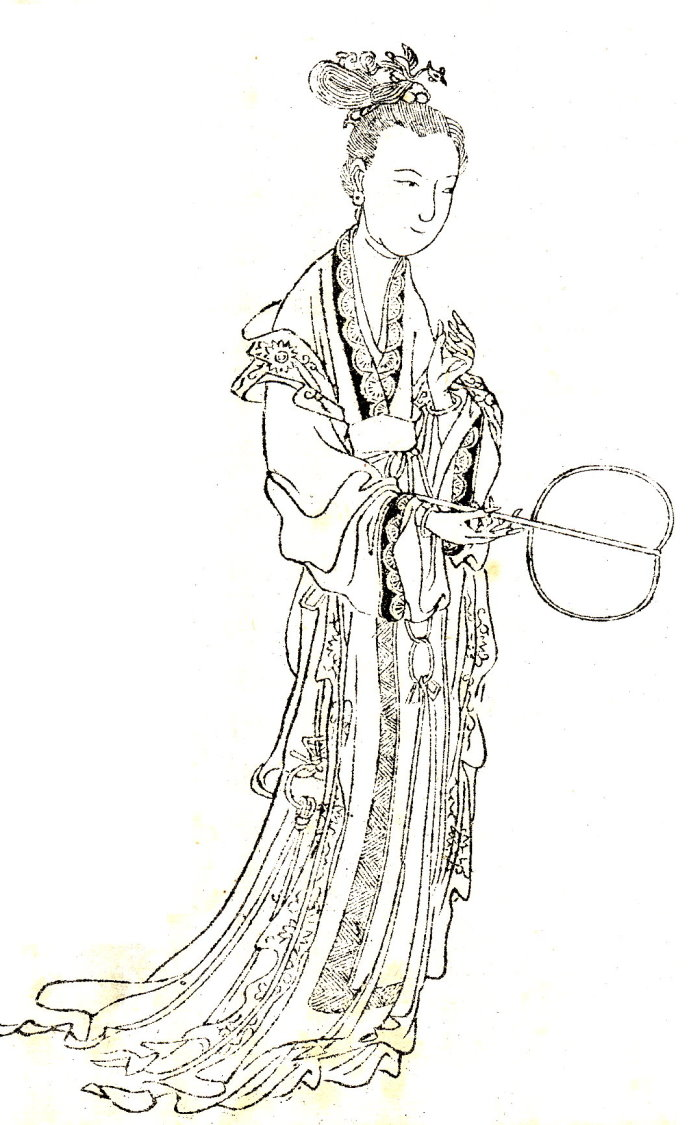
《晩笑堂竹荘畫傳》
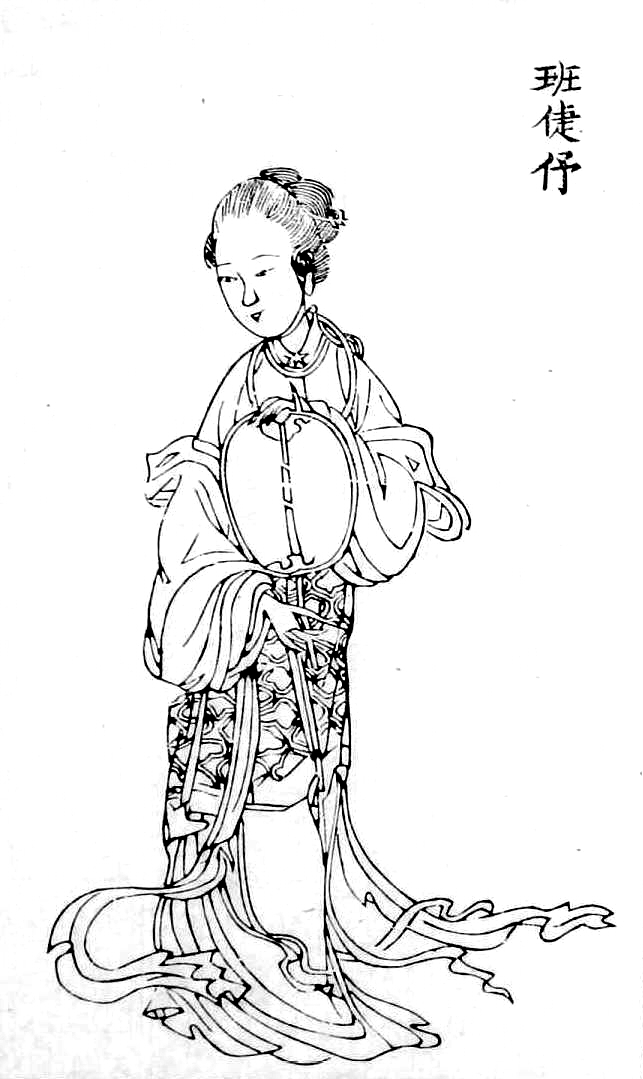
《百美新咏图传》
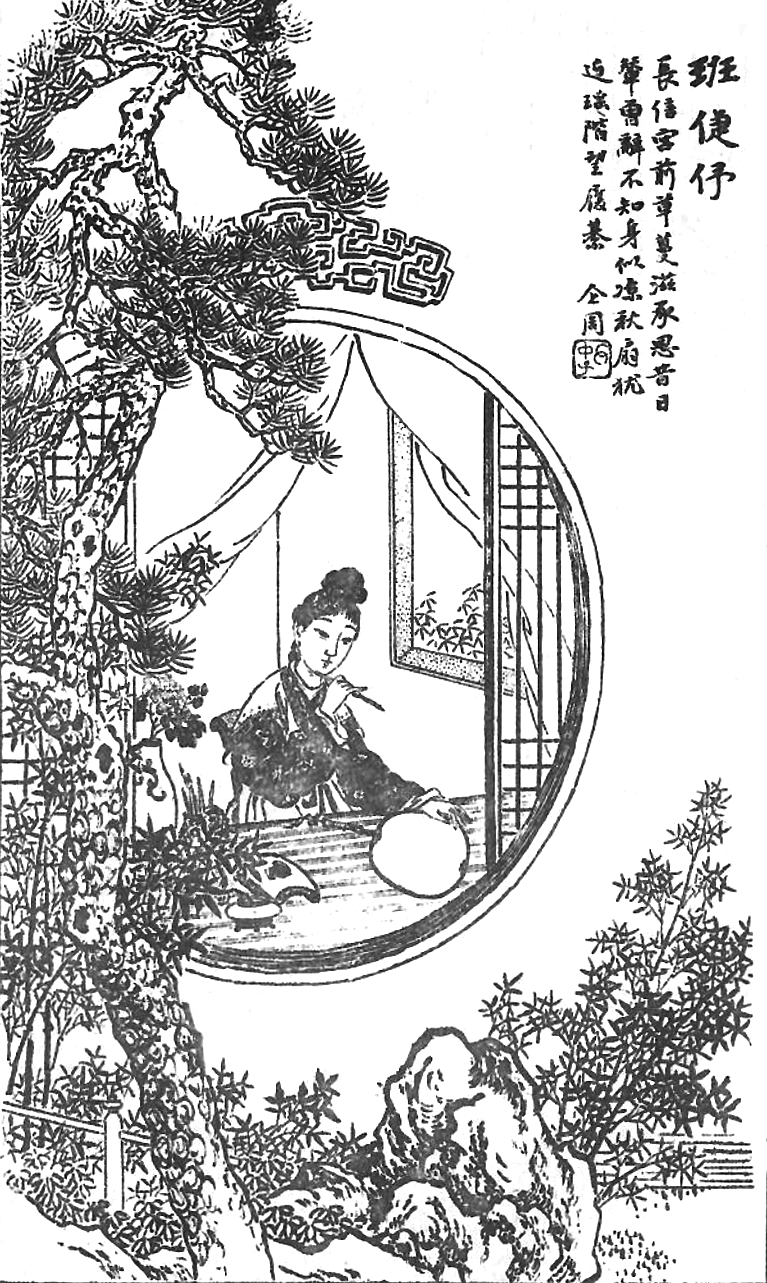
《美人百態畫譜》
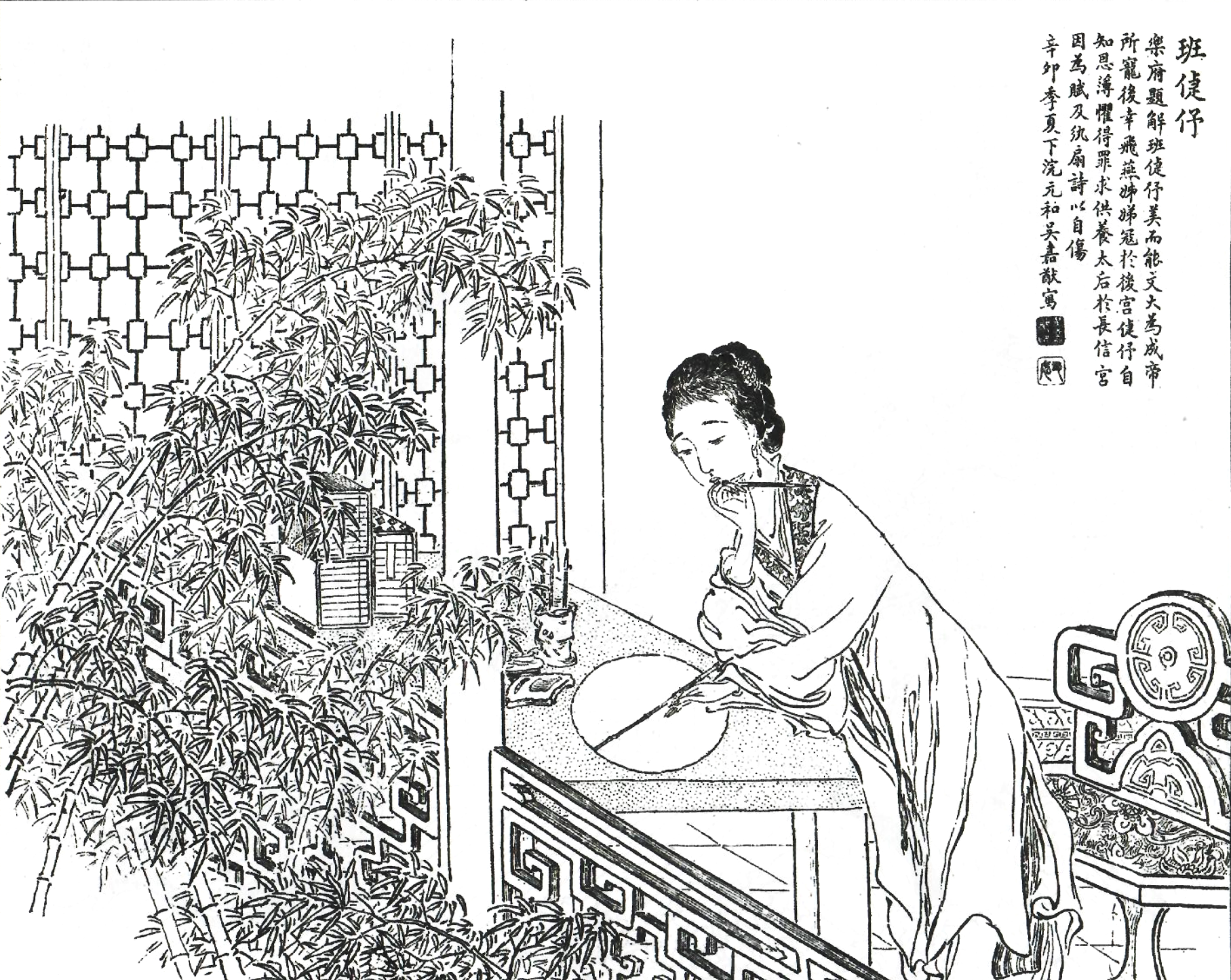
《古今百美圖》
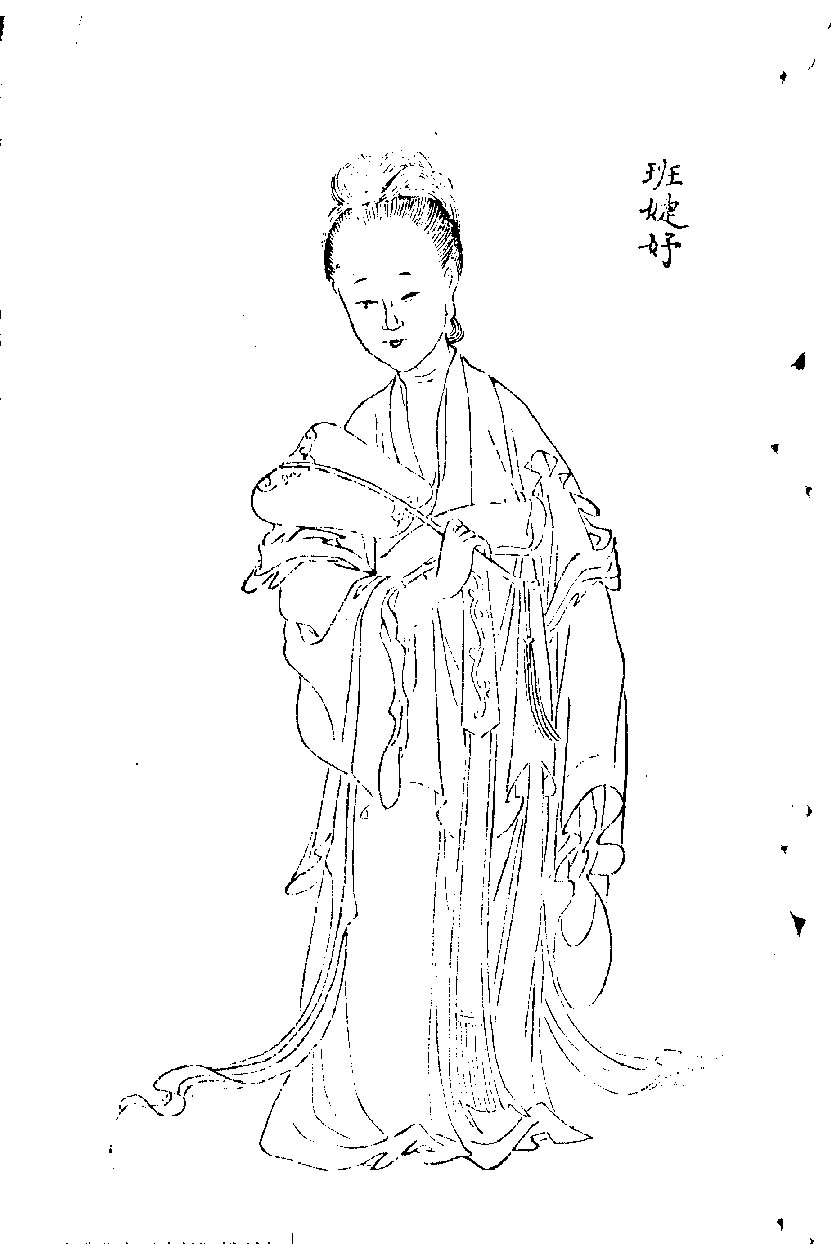
《歷朝名媛詩詞》

## 延伸阅读
[在维基数据编辑]
 在维基文库阅读此作者作品（ 在维基共享资源阅览影像）
 《漢書·卷097上》，出自班固《漢書》
 《漢書/卷097下》，出自班固《漢書》